# Fulvio Ballabio
Fulvio-Maria Ballabio (ur. 8 października 1954 roku w Mediolanie) – włoski kierowca wyścigowy.

## Kariera
Ballabio rozpoczął karierę w międzynarodowych wyścigach samochodowych w 1979 roku od startów we Włoskiej Formule Ford 2000. Z dorobkiem czterech punktów uplasował się na czternastej pozycji w klasyfikacji generalnej. W późniejszych latach pojawiał się także w stawce Włoskiej Formuły 2000, Europejskiej Formuły 3, Włoskiej Formuły 3, FIA World Endurance Championship, European Endurance Championship, Europejskiej Formuły 2, IMSA Camel GT Championship, Formuły 3000, Formuły 3000 Curaçao Grand Prix, World Sports-Prototype Championship, IndyCar World Series, Global GT Championship, International Sports Racing Series, Formula X European Endurance Series, International GT Open oraz Campione Italiano Energie Alternative - BRC Green Hybrid Cup Serie Internazionale.
W Europejskiej Formule 2 Włoch wystartował w dwunastu wyścigach sezonu 1983 z włoską ekipą Merzario. Uzbierane trzy punkty dały mu siedemnaste miejsce w końcowej klasyfikacji kierowców.
W Formule 3000 Ballabio startował w latach 1985-1986. Jednak w żadnym z wyścigów, w których wystartował, nie zdołał zdobyć punktów.